# Mersea
Mersea (ang. Mersea Island) – wyspa w południowo-wschodniej Anglii, w hrabstwie Essex, w dystrykcie Colchester, położona u wybrzeża Morza Północnego. Na północy i zachodzie od stałego lądu oddzielają ją cieśniny Pyefleet Channel i Strood Channel, a od południa i wschodu oblewa ją estuarium rzek Blackwater i Colne.

## Charakterystyka
Wyspa ma powierzchnię 17,95 km². W 2011 roku liczyła 7449 mieszkańców. W zachodniej części wyspy znajduje się miasto West Mersea, we wschodniej – wieś East Mersea. Ze stałym lądem łączy ją grobla, usypana w czasach rzymskich, zalewana przez wodę podczas przypływów. W okresie letnim funkcjonuje prom pasażerski, kursujący między Mersea a położonym na wschodzie miejscowościami Brightlingsea i Point Clear.
Wyspa jest ośrodkiem rybołówstwa (w szczególności połowu ostryg) i turystyki.